# 1334 Lundmarka
1334 Lundmarka је астероид главног астероидног појаса. Приближан пречник астероида је 29,82 ,
а средња удаљеност астероида од Сунца износи 2,915 астрономских јединица (АЈ).
Инклинација (нагиб) орбите у односу на раван еклиптике је 11,457 степени, а орбитални период износи 1818,067 дана (4,977 године). Ексцентрицитет орбите астероида износи 0,094.
Апсолутна магнитуда астероида износи 11,30 а геометријски албедо 0,060.
Астероид је откривен 16. јула 1934. године.